# Anuwat Kaewsamrit
Anuwat Kaewsamrit (né le 17 novembre 1981 à Nakhon Si Thammarat) est un kickboxeur de Muaythai, ancien champion du stade de boxe du Lumpinee et quatre fois champion du Rajadamnoen. Il est connu pour ses techniques de poings puissantes et surnommé « The Iron Hands of Siam » . Il a joué un petit rôle d'acteur (garde du corps du roi d'Ayutthaya) dans le film "Yamada, la voie du samouraï" de Nopporn Watin.

## Filmographie
- 2010 Yamada, la voie du samouraï